# Permanente (matematica)
In matematica, il permanente di una matrice quadrata {\displaystyle A} di ordine {\displaystyle n}, di elementi {\displaystyle a_{ij}} è definito come
{\displaystyle \operatorname {perm} (A)=\sum _{\sigma \in S_{n}}\prod _{i=1}^{n}a_{i\sigma _{i}}=\sum _{\sigma \in S_{n}}a_{1\sigma (1)}a_{2\sigma (2)}\cdots a_{n\sigma (n)},}
dove {\displaystyle \sigma _{i}} rappresenta una permutazione, ossia un elemento del gruppo simmetrico {\displaystyle S_{n}}, quindi ci sono n! addendi, ciascuno dei quali è un {\displaystyle n}-prodotto di elementi della matrice. La definizione ricorda quella molto simile di determinante: ci sono gli stessi addendi, ma con l'unica differenza che nel determinante sono alcuni col segno più e altri col segno meno che dipendono dal segno della permutazione fissata nell'{\displaystyle n}-prodotto, nel permanente sono tutti col segno più. Infatti si ha:
{\displaystyle \operatorname {det} (A)=\sum _{\sigma \in S_{n}}\operatorname {sgn} (\sigma )\prod _{i=1}^{n}a_{i\sigma _{i}}=\sum _{\sigma \in S_{n}}\operatorname {sgn} (\sigma )\ a_{1\sigma (1)}a_{2\sigma (2)}\cdots a_{n\sigma (n)}.}
Di fatto, come quest'ultimo, il permanente è un caso particolare di immanente, una più generale operazione su matrici di ordine {\displaystyle n}. Al contrario del determinante, il permanente non ha una semplice interpretazione geometrica. Esso è usato principalmente in combinatoria e nello studio dei bosoni.

## Proprietà
Considerando il permanente come una funzione i cui argomenti sono {\displaystyle n} vettori, esso è una applicazione multilineare ed è simmetrica.
Sia {\displaystyle A} una matrice quadrata di ordine {\displaystyle n} si ha:
- {\displaystyle \operatorname {perm} (A)} è invariante rispetto a permutazioni arbitrarie di righe o colonne di {\displaystyle A};
- moltiplicando una riga o una colonna di {\displaystyle A} per uno scalare {\displaystyle \lambda } anche il permanente viene moltiplicato per {\displaystyle \lambda };
- {\displaystyle \operatorname {perm} (A)} è invariante rispetto alla trasposizione, cioè {\displaystyle \operatorname {perm} (A^{T})=\operatorname {perm} (A)}.

Se {\displaystyle A=(a_{ij})} e {\displaystyle B=(b_{ij})} sono matrici quadrate di ordine {\displaystyle n}, allora
{\displaystyle \operatorname {perm} (A+B)=\sum _{I,J}\operatorname {perm} (a_{ij})_{i\in I,j\in J}\operatorname {perm} (b_{ij})_{i\in {\bar {I}},j\in {\bar {J}}},}
dove {\displaystyle I} e {\displaystyle J} sono sottoinsiemi di {\displaystyle \{1,2,\ldots ,n\}} che hanno la stessa cardinalità e {\displaystyle {\bar {I}}} e {\displaystyle {\bar {J}}} sono i rispettivi complementari in tale insieme.
D'altra parte la proprietà moltiplicativa del determinante non è soddisfatta dal permanente. Ad esempio:
{\displaystyle 4=\operatorname {perm} \left({\begin{matrix}1&1\\1&1\end{matrix}}\right)\operatorname {perm} \left({\begin{matrix}1&1\\1&1\end{matrix}}\right)\neq \operatorname {perm} \left(\left({\begin{matrix}1&1\\1&1\end{matrix}}\right)\left({\begin{matrix}1&1\\1&1\end{matrix}}\right)\right)=\operatorname {perm} \left({\begin{matrix}2&2\\2&2\end{matrix}}\right)=8.}
Per il calcolo del permanente è valida una formula simile allo sviluppo di Laplace del determinante, in cui tutti i segni dei minori sono positivi. Per esempio, sviluppando lungo la prima colonna la seguente matrice si ha
{\displaystyle {\begin{aligned}\operatorname {perm} \left({\begin{matrix}1&1&1&1\\2&1&0&0\\3&0&1&0\\4&0&0&1\end{matrix}}\right)&=1\cdot \operatorname {perm} \left({\begin{matrix}1&0&0\\0&1&0\\0&0&1\end{matrix}}\right)+2\cdot \operatorname {perm} \left({\begin{matrix}1&1&1\\0&1&0\\0&0&1\end{matrix}}\right)+\ 3\cdot \operatorname {perm} \left({\begin{matrix}1&1&1\\1&0&0\\0&0&1\end{matrix}}\right)+4\cdot \operatorname {perm} \left({\begin{matrix}1&1&1\\1&0&0\\0&1&0\end{matrix}}\right)=\\&=1(1)+2(1)+3(1)+4(1)=10,\end{aligned}}}
mentre sviluppando rispetto all'ultima riga si ha
{\displaystyle {\begin{aligned}\operatorname {perm} \left({\begin{matrix}1&1&1&1\\2&1&0&0\\3&0&1&0\\4&0&0&1\end{matrix}}\right)&=4\cdot \operatorname {perm} \left({\begin{matrix}1&1&1\\1&0&0\\0&1&0\end{matrix}}\right)+0\cdot \operatorname {perm} \left({\begin{matrix}1&1&1\\2&0&0\\3&1&0\end{matrix}}\right)+\ 0\cdot \operatorname {perm} \left({\begin{matrix}1&1&1\\2&1&0\\3&0&0\end{matrix}}\right)+1\cdot \operatorname {perm} \left({\begin{matrix}1&1&1\\2&1&0\\3&0&1\end{matrix}}\right)=\\&=4(1)+0+0+1(6)=10.\end{aligned}}}

## Matrici rettangolari
La funzione permanente si generalizza per il calcolo di matrici non quadrate. In certi testi, molti autori danno la definizione generale e considerano come caso particolare le matrici quadrate. Sia data una matrice {\displaystyle m\times n,} in notazione:
{\displaystyle A=\left(a_{ij}\right){\underset {\begin{aligned}1&\leq i\leq m\\1&\leq j\leq n\end{aligned}}{}}}
con {\displaystyle m\leq n,} a cui possiamo associare due insiemi:
{\displaystyle {\begin{aligned}X_{n}&=\{1,2,\ldots ,n\}&&|X_{n}|=n\\X_{m}&=\{j_{1},j_{2},\ldots ,j_{m}\}\subseteq X_{n}&&|X_{m}|=m\end{aligned}}}
denominati l'insieme degli indici colonna della matrice {\displaystyle A} e i sottoinsiemi degli indici colonna di {\displaystyle A.} Fatta questa premessa si definisce il permanente di una matrice rettangolare la relazione
{\displaystyle \operatorname {perm} (A)=\sum _{\sigma \in \operatorname {P} (n,m)}a_{1\sigma (j_{1})}a_{2\sigma (j_{2})}\ldots a_{m\sigma (j_{m})},}
dove {\displaystyle \operatorname {P} (n,m)} è l'insieme di tutte le {\displaystyle m}-permutazioni dell'{\displaystyle n}-insieme {\displaystyle \{1,2,\ldots ,n\}.} I sottoinsiemi {\displaystyle X_{m}} di {\displaystyle X_{n}} sono pari alle combinazioni degli elementi presi a {\displaystyle m} a {\displaystyle m,} cioè la famiglia di sottoinsiemi:
{\displaystyle \operatorname {C} _{m}(X_{n})=\{X_{m}^{1},X_{m}^{2},\ldots ,X_{m}^{\binom {n}{m}}\},\quad |\operatorname {C} _{m}(X_{n})|={\binom {n}{m}}}
fissato un sottoinsieme {\displaystyle X_{m}^{j}}, occorre considerare gli elementi del gruppo simmetrico {\displaystyle S_{m}} ottenendo {\displaystyle m!} addendi, cioè:
{\displaystyle \sigma ={\begin{pmatrix}j_{1}&\ldots &j_{m}\\\sigma (j_{1})&\ldots &\sigma (j_{m})\end{pmatrix}}=\sigma (j_{1})\ldots \sigma (j_{m})}
nelle due notazioni comuni (1-linea e 2-linea). Usiamo la notazione {\displaystyle S_{m}(X^{k}),\quad k=1,2,\ldots ,{\binom {n}{m}}} per indicare le permutazioni di un particolare sottoinsieme di {\displaystyle X_{n}}. Quindi ci sono esattamente {\displaystyle (n)_{m}={\binom {n}{m}}m!} addendi nello sviluppo del permanente di una matrice rettangolare. Quindi
{\displaystyle \operatorname {P} (n,m)=\bigcup _{k=1}^{\binom {n}{m}}S_{m}(X^{k}).}
Ad esempio se consideriamo una generica matrice {\displaystyle 2\times 3} si ha:
{\displaystyle {\begin{aligned}X_{n}&=\{1,2,3\}&&|X_{n}|=3\\X_{m}&=\{j_{1},j_{2}\}\subseteq X_{n}&&|X_{m}|=2\\\operatorname {C} _{m}(X_{n})&=\{X_{m}^{1},X_{m}^{2},X_{m}^{3}\}=\{\{1,2\},\{1,3\},\{2,3\}\}&&|\operatorname {C} _{m}(X_{n})|={\binom {3}{2}}=3\\\operatorname {P} (n,m)&=\{12,21;13,31;23,32\}&&|\operatorname {P} (n,m)|=(3)_{2}=6\end{aligned}}}
fissato {\displaystyle X_{m}^{1}=\{1,2\}\subseteq X_{n}} occorre considerare le due permutazioni {\displaystyle \sigma _{1}=(1)(2)=12,\ \sigma _{2}=(21)=21} degli indici colonna, ottenendo:
{\displaystyle \sum _{\sigma \in \operatorname {P} (n,m)}a_{1\sigma (j_{1})}a_{2\sigma (j_{2})}=a_{11}a_{22}+a_{12}a_{21},}
idem per gli altri due sottoinsiemi. Ottenendo lo sviluppo:
{\displaystyle \operatorname {perm} \left({\begin{matrix}a_{11}&a_{12}&a_{13}\\a_{21}&a_{22}&a_{23}\end{matrix}}\right)=(a_{11}a_{22}+a_{12}a_{21})+(a_{12}a_{23}+a_{13}a_{22})+(a_{11}a_{23}+a_{13}a_{21}),}
con {\displaystyle (3)_{2}={\binom {3}{2}}2!=6} addendi della sommatoria.

### Formula di Ryser (1963)
Il risultato del matematico statunitense Ryser per il permanente è il calcolo più ottimizzato per matrici generiche. Sia {\displaystyle A} una matrice {\displaystyle m\times n} con {\displaystyle m\leq n,} riprendiamo i due insiemi visti all'inizio con il secondo che dipende da un indice {\displaystyle k}:
{\displaystyle {\begin{aligned}X_{n}&=\{1,2,\ldots ,n\}&&|X_{n}|=n&&\\X_{k}&=\{j_{1},j_{2},\ldots ,j_{k}\}\subseteq X_{n}&&|X_{k}|=k&&k=1,2,\ldots ,m,\end{aligned}}}
cioè l'insieme degli indici colonna della matrice {\displaystyle A} e gli {\displaystyle m}-sottoinsiemi degli indici colonna. Vediamo di soffermarci sul significato di questi sottinsiemi, definendo la famiglia di sottinsiemi simile a quanto visto prima:
{\displaystyle \operatorname {C} _{k}(X_{n})=\{X_{k}^{1},X_{k}^{2},\ldots ,X_{k}^{\binom {n}{k}}\}\quad |\operatorname {C} _{k}(X_{n})|={\binom {n}{k}}\quad k=1,2,\ldots ,m}
quindi al variare di {\displaystyle k} otteniamo {\displaystyle m}-famiglie di sottoinsiemi. Vogliamo far notare, rispetto alla definizione data all'inizio, che non si hanno permutazioni degli indici fissato un {\displaystyle k}-sottoinsieme.
Definiamo la sottomatrice rettangolare i cui elementi hanno l'indice riga {\displaystyle 1\leq i\leq m} e l'indice colonna {\displaystyle j\in X_{k}} con
{\displaystyle \operatorname {A} (X_{k})=(a_{ij}){\underset {\begin{aligned}1&\leq i\leq m\\&j\in X_{k}\\\end{aligned}}{}}}
e facciamo le seguenti operazioni su tale sottomatrice: consideriamo le {\displaystyle m}-somme definite dalla seguente relazione:
{\displaystyle \sum _{j=j_{1}}^{j_{k}}\ a_{ij},\quad i=1,2,\ldots ,m,}
esplicitando si ottengono {\displaystyle m}-somme
{\displaystyle {\begin{aligned}i=1&&\sum _{j=j_{1}}^{j_{k}}\ a_{ij}=a_{1j_{1}}+&&\ldots &&+a_{1j_{k}}\\\ldots &&\ldots &&\ldots &&\ldots \\i=m&&\sum _{j=j_{1}}^{j_{k}}\ a_{ij}=a_{mj_{1}}+&&\ldots &&+a_{mj_{k}}.\end{aligned}}}
Infine facciamo il loro prodotto definendo il seguente numero intero (simbolo {\displaystyle w}-weight) cioè assegniamo un peso alla sottomatrice:
{\displaystyle w(\operatorname {A} (X_{k}))=\prod _{i=1}^{m}\sum _{j=j_{1}}^{j_{k}}a_{ij}=\left(a_{1j_{1}}+\ldots +a_{1j_{k}}\right)\cdots \left(a_{mj_{1}}+\ldots +a_{mj_{k}}\right).}
Fatte queste premesse, allora il permanente si ottiene con la relazione
{\displaystyle {\begin{aligned}\operatorname {perm} (A)&=\sum _{X\subseteq X_{n}}^{}\ (-1)^{m-|X|}\ {\binom {n-|X|}{n-m}}\ w(A(X))=\\&=\sum _{k=1}^{m}(-1)^{k-1}\ {\binom {n-m+k-1}{n-m}}\ \sum _{X\in C_{m-k+1}(X_{n})}^{}\ w(A(X))=\\&=\sum _{X\in C_{m}(X_{n})}^{}w(\operatorname {A} (X))-{\binom {n-m+1}{n-m}}\ \sum _{X\in C_{m-1}(X_{n})}^{}w(\operatorname {A} (X))+\cdots +(-1)^{m-1}{\binom {n-1}{n-m}}\ \sum _{X\in C_{1}(X_{n})}^{}w(\operatorname {A} (X)).\end{aligned}}}
In particolare per {\displaystyle m=n,} si ottiene la formuna di Ryser per una matrice quadrata {\displaystyle n\times n} essendo
{\displaystyle {\binom {n-|X|}{n-m}}={\binom {n-|X|}{0}}=1,\quad \forall X\in \operatorname {C} _{k}(X_{n}),\quad k=1,2,\ldots ,n,}
si ottiene
{\displaystyle {\begin{aligned}\operatorname {perm} (A)&=\sum _{X\subseteq X_{n}}^{}\ (-1)^{n-|X|}\ w(A(X))=\\&=\sum _{k=1}^{n}(-1)^{k-1}\ \sum _{X\in C_{n-k+1}(X_{n})}^{}\ w(A(X))=\\&=\sum _{X\in C_{n}(X_{n})}^{}w(\operatorname {A} (X))-\sum _{X\in C_{n-1}(X_{n})}^{}w(\operatorname {A} (X))+\cdots +(-1)^{n-1}\sum _{X\in C_{1}(X_{n})}^{}w(\operatorname {A} (X)).\end{aligned}}}
Ritornando all'esempio si ha la formula di Ryser:
{\displaystyle \operatorname {perm} (A)=\sum _{X\subseteq X_{n}}^{}\ (-1)^{m-|X|}\ {\binom {n-|X|}{n-m}}\ w(A(X))={\binom {1}{1}}\ \sum _{X\in C_{2}(X_{n})}^{}w(\operatorname {A} (X))-{\binom {2}{1}}\ \sum _{X\in C_{1}(X_{n})}^{}w(\operatorname {A} (X))}
con i seguenti insiemi
{\displaystyle {\begin{aligned}X_{n}&=\{1,2,3\}&&|X_{n}|=3&&\\X_{1}&=\{j_{1}\}\subseteq X_{n}\ X_{2}=\{j_{1},j_{2}\}\subseteq X_{n}&&|X_{1}|=1,|X_{2}|=2=m&&k=1,2\\\operatorname {C} _{2}(X_{n})&=\{X_{2}^{1},X_{2}^{2},X_{2}^{3}\}=\{\{1,2\},\{1,3\},\{2,3\}\}&&|\operatorname {C} _{2}(X_{n})|={\binom {3}{2}}=3&&\\\operatorname {C} _{1}(X_{n})&=\{X_{1}^{1},X_{1}^{2},X_{1}^{3}\}=\{\{1\},\{2\},\{3\}\}&&|\operatorname {C} _{1}(X_{n})|={\binom {3}{1}}=3&&\end{aligned}}}
per cui possiamo calcolare le due sommatorie
{\displaystyle {\begin{aligned}\sum _{X\in C_{2}(X_{n})}^{}w(\operatorname {A} (X))&=w(\operatorname {A} (X_{2}^{1}))+w(\operatorname {A} (X_{2}^{2}))+w(\operatorname {A} (X_{2}^{3}))=(a_{11}+a_{12})(a_{21}+a_{22})+(a_{11}+a_{13})(a_{21}+a_{23})+(a_{12}+a_{13})(a_{22}+a_{23})\\\sum _{X\in C_{1}(X_{n})}^{}w(\operatorname {A} (X))&=w(\operatorname {A} (X_{1}^{1}))+w(\operatorname {A} (X_{1}^{2}))+w(\operatorname {A} (X_{1}^{3}))=a_{11}a_{21}+a_{12}a_{22}+a_{13}a_{23}\end{aligned}}}
e sostituendoli nella formula di Ryser si ottiene:
{\displaystyle \operatorname {perm} (A)=(a_{11}+a_{12})(a_{21}+a_{22})+(a_{11}+a_{13})(a_{21}+a_{23})+(a_{12}+a_{13})(a_{22}+a_{23})-2a_{11}a_{21}-2a_{12}a_{22}-2a_{13}a_{23}=a_{11}a_{22}+a_{12}a_{21}+a_{11}a_{23}+a_{13}a_{21}+a_{12}a_{23}+a_{13}a_{22}.}

### Sistemi di rappresentanti distinti (SDR)
La generalizzazione della definizione di una matrice permanente a matrici non quadrate consente di utilizzare il concetto in modo più naturale in alcune applicazioni. Ad esempio:
Consideriamo {\displaystyle m}-sottoinsiemi
{\displaystyle S_{1},S_{2},\ldots ,S_{m},\quad S_{i}\subseteq X_{n}\quad i=1,2,\ldots ,m,}
(non necessariamente distinti) di un {\displaystyle n}-insieme con {\displaystyle m\leq n.} La matrice delle incidenze di questa famiglia di sottoinsiemi è una {\displaystyle (0,1)}-matrice {\displaystyle m\times n.} Allora il numero SDR di questa famiglia è proprio {\displaystyle \operatorname {perm} (A)}.

## Applicazioni
In meccanica quantistica, in sistemi a molti bosoni, il permanente può essere utilizzato per determinare uno stato completamente simmetrico che descriva una particolare configurazione del sistema, in modo del tutto analogo al determinante di Slater per i sistemi a molti fermioni.